# Dubois bageri

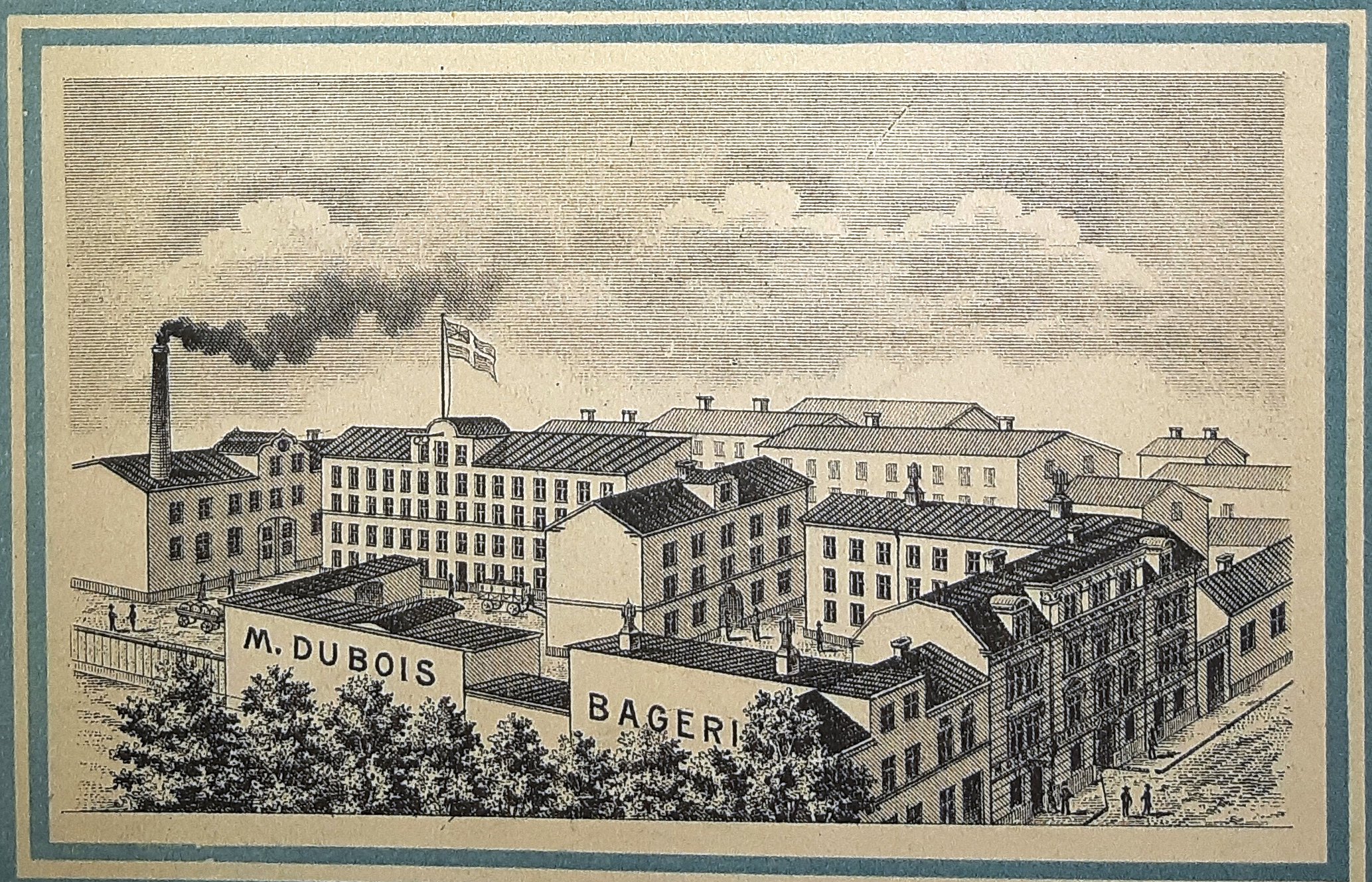
Dubois bagerietablissement i Uppsala

Dubois bageri, fullständigt namn Matthias Dubois Bageri & Konditori-Etablissement, var ett bageri i Uppsala grundat 1885 av Mattias Dubois (1848-1929). Bland uppsalabor kallades bageriet för "Dybossen". Företaget hade en större anläggning vid Vaksalagatan i stadsdelen Dragarbrunn och drev där även konditori.
1932 övertogs företaget av fabrikörerna Hilmer Engelbert Ljungberg och Sven Edvin Jansson. 1940 sålde dessa företaget till Hakonbolagen. Dubois mjukbrödsbageri drevs vidare till 1956 då Sven A. Gunnars och hans företag Dalabagarn tog över och lade ned bageriet. Stora delar av Dubois sortiment fortsatte att produceras av Dalabagarn som investerat i en högmodern bagerianläggning vid Bergsbrunnagatan i Uppsala industriområde i Boländerna. Dalabagarn togs över av ICA-bageriet som i sin tur 1983 togs över av Skogaholmsbröd.
Huvuddelen av de byggnader som använts av Dubois bagerietablissemang revs under 1960-talet. Efter nedläggningen ersattes byggnaderna av Svenska Handelsbankens monumentala kontor och av EPA:s varuhus. Det dödsbo som existerade en tid lät uppföra en kontors- och affärsbyggnad i hörnet Vaksalagatan - Kungsgatan. Denna byggnad finns ännu kvar.
I Dalabagarns gamla Uppsalaanläggning bakas inget bröd längre men Lantmännen, som tidigare ägde Skogaholmsbröd, hade en tid efter nedläggningen en central för utkörning av färskbröd i en del av lokalerna där ytterligare några år fullastade "brödbilar" rullade ut. Idag används det gamla brödlagret av Uppsala Universitet.